# Dusona glauca
Dusona glauca är en stekelart som först beskrevs av Norton 1863.  Dusona glauca ingår i släktet Dusona och familjen brokparasitsteklar. Utöver nominatformen finns också underarten D. g. caliginosa.